# Сочітень
Сочітень (рум. Sociteni) — село в Яловенському районі Молдови. Утворює окрему комуну.